# Мирошниченко, Андрей Геннадьевич
Андрей Геннадьевич Мирошниченко (21 декабря 1968, Краснодар, РСФСР, СССР) — советский и казахстанский футболист. Трёхкратный чемпион Казахстана. Ныне тренер клуба «Тобол (Костанай)».

## Карьера

### Клубная
Начал играть в дубле майкопской «Дружбы». Во взрослый футбол перешёл в составе белгородского «Салюта».
Большую часть карьеры провел в Актобе. Здесь Андрей стал чемпионом 8 зоны 2 лиги чемпионата СССР. Именно он забил первый гол «Актобе» в чемпионате Казахстана. С 52 голами стал лучшим бомбардиром клуба.
Также играл в семипалатинском «Елимае». Здесь он стал трижды чемпионом, лучшим бомбардиром чемпионата, обладателем Кубка страны и лучшим бомбардиром Кубка и был признан лучшим футболистом года.
В течение сезона был кайратовцем. А пол-сезона отыграл в Павлодаре.
В России выходил на поле в составе армавирского «Торпедо», «Ротора» и «Лады» (Тольятти), но нигде не смог стать игроком основного состава.

### Сборная
В составе сборной Казахстана отыграл 21 игру.

### Тренерская
В качестве тренера, старшего тренера и главного тренера работал с несколькими клубами высшей и первой лиги Казахстана.
С августа 2011 — тренер-селекционер «Актобе», с апреля 2014 года - спортивный директор . Ушёл из «Актобе» по причине невыплаты зарплаты за 2015 год . В апреле 2014 года стал спортивным директором ФК «Актобе».
С января 2016 года — тренер костанайского «Тобола».

## Достижения как игрока

### Командные
- победитель 2 низшей лиги чемпионата СССР (8 зона)
- чемпион Казахстана (1994, 1995, 1998)
- бронзовый призёр чемпионата Казахстана (1996)
- обладатель Кубка Казахстана (1995, 2000)
- обладатель Суперкубка Казахстана (1995)
- финалист Кубка Казахстана (1994)
- чемпион Туркменистана (1998)

### Личные
- Лучший бомбардир чемпионата Казахстана (1993)
- Лучший бомбардир Кубка Казахстана (1994, 1995)
- Футболист года Казахстана (1995)
- Лучший бомбардир «Актобе» («Актюбинец») — 1992 (5 голов), 1993 (20), 1994 (19), 2001 (9)
- Первым из футболистов забил 100-й гол в чемпионатах Казахстана. В пятёрке лучших бомбардиров чемпионата Казахстана — 115 голов в 242 играх [5].
- АФК награждает полузащитника павлодарского «Иртыша» Андрея Мирошниченко призом автора лучшего гола Азии в феврале 2000 года. Гол был забит в матче четвертьфинального турнира XIX Кубка азиатских чемпионов в ворота «Полис клаб» из Багдада.